# Newhaven (Australia)
Newhaven – miasto w Australii, w stanie Wiktoria.